# Mario Cerutti
Mario Italo Cerutti Pignat (Córdoba, Argentina; 23 de enero de 1941) es un historiador, investigador, catedrático y académico argentino radicado en México. Considerado "el máximo referente de los estudios histórico-económicos del norte de México", ha dedicado la mayor parte de su trabajo profesional al estudio de la historia económica y empresarial de ese país durante los siglos XIX y XX. Es miembro de la Academia Mexicana de la Historia y fundador de la Asociación de Historia Económica del Norte de México.

## Primeros años
Es licenciado en Historia por la Universidad Nacional de Córdoba (Argentina), donde se tituló con la tesis La etapa colonial en Estados Unidos. Su influencia decisiva en un caso de desarrollo capitalista autónomo. Posteriormente viajó a Países Bajos, para estudiar el doctorado en Ciencias Sociales en la Universidad de Utrecht, donde obtuvo su título con la tesis Burguesía, capitales e industria en el norte de México. Monterrey y su ámbito regional (1850-1910). 

## Docencia e investigación
Entre 1975 y 1999 impartió clases en la Facultad de Filosofía y Letras de la Universidad Autónoma de Nuevo León. Posteriormente, en el 2000, se integró a la Facultad de Economía (de la misma universidad) como profesor-investigador. 
Desde 1989 pertenece al Sistema Nacional de Investigadores, donde es nivel III. En 2019, ingresó a la Academia Mexicana de la Historia como miembro de número, tomando posesión del sillón ocho.

## Premios y distinciones
- Premio UANL en investigación en Ciencias Sociales, otorgado en cuatro ocasiones: 1984, 1989, 1996 y 2000.[5]
- Premio al mejor artículo sobre el siglo XIX, otorgado por el Comité Mexicano de Ciencias Históricas, por su trabajo Monterrey y Bilbao (1870-1914). Empresariado, industria y desarrollo regional en la periferia, en 2005.[6]

## Obras publicadas
Entre sus obras destacan: 
- Economía de guerra y poder regional en el siglo XIX. Gastos militares, aduanas y comerciantes en años de Vidaurri (1855-1864) (Archivo General de Nuevo León, 1983).
- Burguesía, capitales e industria en el norte de México. Monterrey y su ámbito regional, 1850-1910 (Alianza Editorial, 1992).
- Historia de las grandes empresas en México (Fondo de Cultura Económica, 1997).
- Propietarios, empresarios y empresa en el norte de México (Siglo XXI Editores, 2000).
- Del mercado protegido al mercado global. Monterrey (1925-2000) (Trillas, 2003).
- La banca regional en México (1870-1920) (Fondo de Cultura Económica, 2003).
- De la colonia a la globalización. Empresarios cántabros en México (Universidad de Cantabria, 2006).
- Algodón en el norte de México (1920-1970). Impactos regionales de un cultivo estratégico coordinado con Araceli Almaraz (El Colegio de la Frontera Norte, 2013).